# Campionati italiani di ciclismo su strada 2024 - Cronometro maschile Elite
La cronometro maschile Elite dei Campionati italiani di ciclismo su strada 2024, trentesima edizione della corsa, si svolse il 20 giugno 2024 su un percorso di 35,1 km, con partenza e arrivo a Grosseto, in Toscana. La vittoria fu appannaggio di Filippo Ganna, il quale completò il percorso in 39'18", alla media di 53,588 km/h, precedendo Edoardo Affini e Filippo Baroncini.
Sul traguardo di Grosseto 19 ciclisti, dei 19 partiti dalla medesima località, portarono a termine la competizione.

## Ordine d'arrivo (Top 10)
| Pos. | Corridore         | Squadra  | Tempo   |
| ---- | ----------------- | -------- | ------- |
| 1    | Filippo Ganna     | Ineos    | 39'18"  |
| 2    | Edoardo Affini    | Visma    | a 24"   |
| 3    | Filippo Baroncini | UAE      | a 54"   |
| 4    | Jonathan Milan    | Lidl     | a 1'01" |
| 5    | Matteo Trentin    | Tudor    | a 1'07" |
| 6    | Lorenzo Milesi    | Movistar | a 1'43" |
| 7    | Mirco Maestri     | Polti    | a 1'54" |
| 8    | A. De Marchi      | Jayco    | a 1'59" |
| 9    | Lorenzo Germani   | Groupama | a 2'00" |
| 10   | Alessandro Verre  | Arkéa    | a 2'37" |